# Velilla de la Sierra
Velilla de la Sierra é um município da Espanha, na província de Sória, comunidade autónoma de Castela e Leão. Tem 18,57 km² de área e em 2021 tinha 28 habitantes (densidade: 1,5 hab./km²). Pertence à comarca de Sória, e limita com os municípios de Sória, Garray, Fuentecantos, Buitrago, Renieblas e Alconaba.